# Clavodorum andamanense
Clavodorum andamanense är en ringmaskart som beskrevs av Bakken 2002. Clavodorum andamanense ingår i släktet Clavodorum och familjen Sphaerodoridae. Inga underarter finns listade i Catalogue of Life.